# Endriel Pedroso
Endriel Alberto Pedroso Garriga (* 5. April 2002) ist ein kubanischer Volleyballnationalspieler.

## Karriere
Pedroso begann seine Karriere an einer nationalen Volleyballschule in Kuba. Er nahm mit den kubanischen Junioren an einer U21-Weltmeisterschaft teil. In der Liga spielte er für Pinar Del Río. Mit dem Verein gewann der Mittelblocker 2023 die kubanische Meisterschaft. In der Saison 2023/24 war er in China bei Tianjin Food Group aktiv. Außerdem nahm er mit der A-Nationalmannschaft an der Nations League 2023 und 2024 teil. Zur Saison 2024/25 wurde Pedroso vom deutschen Bundesligisten VC Bitterfeld-Wolfen verpflichtet.